# Mistrzostwa Świata w Kolarstwie Torowym 2001
98. Mistrzostwa Świata w Kolarstwie Torowym 2001 odbyły się w belgijskiej Antwerpii w dniach 26-30 września 2001. W programie mistrzostw znalazły się cztery konkurencje dla kobiet: sprint, wyścig na dochodzenie wyścig punktowy oraz wyścig na 500 m i osiem konkurencji dla mężczyzn: sprint indywidualny, sprint drużynowy, wyścig na dochodzenie, wyścig punktowy, wyścig ze startu zatrzymanego, wyścig na 1 km, wyścig drużynowy na dochodzenie, madison i keirin. 

## Medaliści

### Kobiety
| Konkurencja                         | Data             | Złoto                | Srebro           | Brąz             |
| ----------------------------------- | ---------------- | -------------------- | ---------------- | ---------------- |
| 500 m ze startu zatrzymanego        | 29 września 2001 | Nancy Contreras      | Lori-Ann Muenzer | Katrin Meinke    |
| 3000 m indywidualnie na dochodzenie | 28 września 2001 | Leontien van Moorsel | Olga Slusariewa  | Jelena Czałych   |
| sprint indywidualny                 | 27 września 2001 | Swietłana Grankowska | Tammy Thomas     | Lori-Ann Muenzer |
| wyścig punktowy                     | 30 września 2001 | Olga Slusariewa      | Katherine Bates  | Belem Guerrero   |

### Mężczyźni
| Konkurencja                  | Data             | Złoto                                                                                       | Srebro                                                                        | Brąz                                                                     |
| ---------------------------- | ---------------- | ------------------------------------------------------------------------------------------- | ----------------------------------------------------------------------------- | ------------------------------------------------------------------------ |
| wyścig punktowy              | 29 września 2001 | Bruno Risi                                                                                  | Juan Curuchet                                                                 | Franz Stocher                                                            |
| sprint drużynowy             | 27 września 2001 | Francja · Laurent Gané · Florian Rousseau · Arnaud Tournant                                 | Australia · Ryan Bayley · Jobie Dajka · Sean Eadie                            | Wielka Brytania · Jason Queally · Chris Hoy · Craig MacLean              |
| indywidualnie na dochodzenie | 27 września 2001 | Ołeksandr Symonenko                                                                         | Jens Lehmann                                                                  | Stefan Steinweg                                                          |
| keirin                       | 30 września 2001 | Ryan Bayley                                                                                 | Laurent Gané                                                                  | Jens Lehmann                                                             |
| 1 km ze startu zatrzymanego  | 26 września 2001 | Arnaud Tournant                                                                             | Sören Lausberg                                                                | Grzegorz Krejner                                                         |
| drużynowo na dochodzenie     | 28 września 2001 | Ukraina · Ołeksandr Symonenko · Serhij Czerniawśkij · Ołeksandr Fedenko · Lubomyr Połatajko | Wielka Brytania · Chris Newton · Paul Manning · Bradley Wiggins · Bryan Steel | Niemcy · Christian Bach · Guido Fulst · Sebastian Siedler · Jens Lehmann |
| madison                      | 30 września 2001 | Francja · Jérôme Neuville · Robert Sassone                                                  | Hiszpania · Isaac Gálvez · Joan Llaneras                                      | Argentyna · Juan Curuchet · Gabriel Curuchet                             |
| sprint indywidualny          | 29 września 2001 | Arnaud Tournant                                                                             | Laurent Gané                                                                  | Florian Rousseau                                                         |

## Klasyfikacja medalowa
| Miejsce | Państwo           |   |   |   | Razem |
| ------- | ----------------- | - | - | - | ----- |
| 1.      | Francja           | 4 | 2 | 1 | 7     |
| 2.      | Rosja             | 2 | 1 | 1 | 4     |
| 3.      | Ukraina           | 2 | 0 | 0 | 2     |
| 4.      | Australia         | 1 | 2 | 0 | 3     |
| 5.      | Meksyk            | 1 | 0 | 1 | 2     |
| 6.      | Holandia          | 1 | 0 | 0 | 1     |
|         | Szwajcaria        | 1 | 0 | 0 | 1     |
| 8.      | Niemcy            | 0 | 2 | 4 | 6     |
| 9.      | Argentyna         | 0 | 1 | 1 | 2     |
|         | Kanada            | 0 | 1 | 1 | 2     |
|         | Wielka Brytania   | 0 | 1 | 1 | 2     |
| 12.     | Hiszpania         | 0 | 1 | 0 | 1     |
|         | Stany Zjednoczone | 0 | 1 | 0 | 1     |
| 14.     | Austria           | 0 | 0 | 1 | 1     |
|         | Polska            | 0 | 0 | 1 | 1     |